# Komárovce
Komárovce este o comună slovacă, aflată în districtul Košice-okolie din regiunea Košice. Localitatea se află la altitudinea de 205 m deasupra n.m., se întinde pe o suprafață de 8,5 km2 și în 2017 număra 390 de locuitori.
Localitatea este înfrățită cu Staicele⁠(d).

## Istoric
Localitatea Komárovce este atestată documentar din 1402.

## Demografie
| An:                | 1994 | 2004    | 2014   | 2024    |
| ------------------ | ---- | ------- | ------ | ------- |
| Număr de persoane: | 440  | 393     | 378    | 422     |
| Diferență:         |      | −10,68% | −3,81% | +11,64% |

| An:                | 2023 | 2024   |
| ------------------ | ---- | ------ |
| Număr de persoane: | 412  | 422    |
| Diferență:         |      | +2,42% |